# فيليكس كروز
فيليكس كروز (بالإسبانية: Félix Cruz)‏ (مواليد 4 أبريل 1961) هو لاعب كرة قدم. يلعب مع منتخب المكسيك لكرة القدم. سبق له أن لعب في كأس العالم لكرة القدم مع منتخب بلاده.

## مسيرته الكروية
لعب فيليكس كروز خلال مسيرته الاحترافية مع 5 أندية في اثنا عشر موسمًا وسجل خلالها 11 هدفًا ضمن 303 مباراة. حيث فاز في موسم واحد بالكأس ولم يفز بأي دوري.
خاض فيليكس كروز مسيرته مع نادي أونيفرسيداد ناسيونال في موسم 1982–83 ليلعب معه خمسة مواسم، مشاركًا في 121 مباراة سجل خلالها 7 أهداف. ثم انتقل إلى نادي أتلانتي إف سي في موسم 1987–88 لمدة موسم واحد، حيث شارك في 18 مباراة سجل خلالها هدفين. لينتقل بعدها إلى نادي تايجرز أونال في موسم 1988–89 لمدة موسم واحد، مشاركًا في 34 مباراة ولم يسجل أي هدف. ثم انتقل إلى نادي مونتيري في موسم 1989–90 ليلعب معه أربعة مواسم، مشاركًا في 97 مباراة سجل خلالها هدفًا واحدًا. هذا وانتقل لاحقًا إلى نادي طوروس نيزا في موسم 1993–94 لمدة موسم واحد، مشاركًا في 33 مباراة سجل خلالها هدفًا واحدًا أيضًا.

## روابط خارجية
- فيليكس كروز على موقع الاتحاد الدولي (مؤرشف)  (الإنجليزية)
- فيليكس كروز على موقع قاعدة بيانات كرة القدم.إي يو (الإنجليزية)
- فيليكس كروز على موقع ناشيونال فوتبول تيمز (الإنجليزية)
- فيليكس كروز على موقع Soccerway.com (الإنجليزية)